# Amfiteatr w Durrës

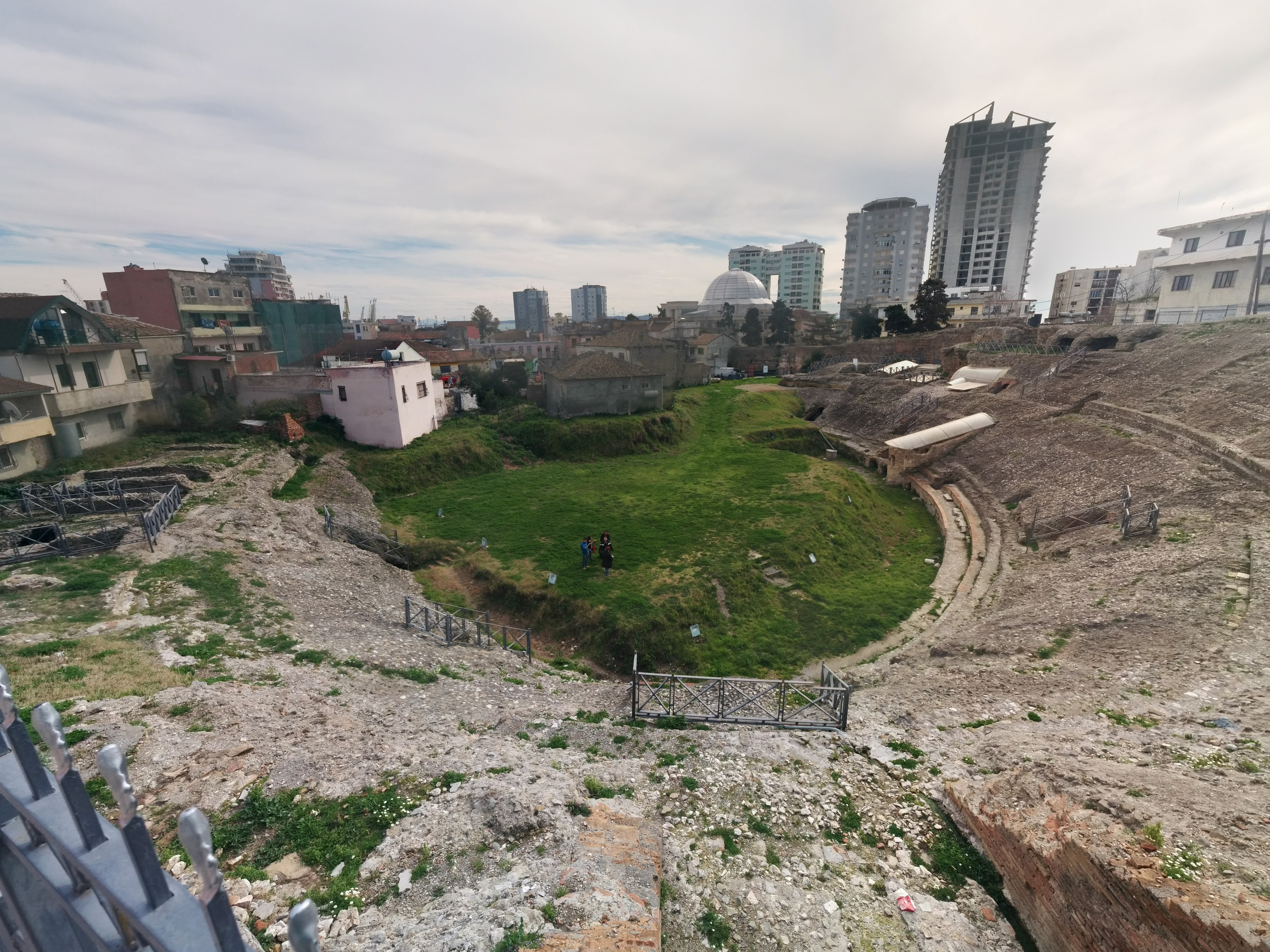
Widok na amfiteatr.

Amfiteatr w Durrës (alb. Amfiteatri i Durrësit) – rzymski amfiteatr z II w. n.e. znajdujący się południowo-wschodniej części miasta Durrës w Albanii.

## Konstrukcja
Amfiteatr zbudowany jest na podstawie elipsy o wymiarach 132.4 x 113.2 m. Sama arena ma wymiary 61 x 42 m. Należy do największych zachowanych amfiteatrów na Bałkanach, o pojemności 20 tysięcy widzów. Wewnątrz amfiteatru znajduje się chrześcijańska kaplica z zachowanymi mozaikami.

## Historia
Amfiteatr został zbudowany w początkach II w. n.e. za panowania cesarza Trajana. Był wykorzystywany do walk gladiatorskich do IV w. Uległ poważnym zniszczeniom w czasie trzęsienia ziemi w latach 345/346. Wkrótce potem na terenie amfiteatru wzniesiono kaplicę, ozdobioną freskami. W VI w. ściany kaplicy ozdobiono mozaikami. 
W czasach osmańskich amfiteatr został zasypany ziemią. Odkryto go w trakcie badań wykopaliskowych prowadzonych w 1966 przez Vangjela Toçiego. W latach 60. dokonano wyburzenia 33 domów prywatnych, aby umożliwić swobodny dojazd do amfiteatru. Pełne odsłonięcie obiektu przez archeologów nastąpiło w latach 80. XX w. Do początku XXI w. nie prowadzono na terenie amfiteatru prac konserwatorskich. Dopiero w 2004 dzięki pomocy Uniwersytetu w Parmie władze miasta rozpoczęły renowację obiektu.

## Współczesność
Obecnie obiekt znajduje się na liście zabytków Albanii i pełni funkcje muzealne. W 2013 znalazł się na liście najbardziej zagrożonych obiektów światowego dziedzictwa kulturalnego. Dopiero w 2015 udało się usunąć budynki prywatne postawione nielegalnie wokół amfiteatru.